# Тернопільський госпітальний округ

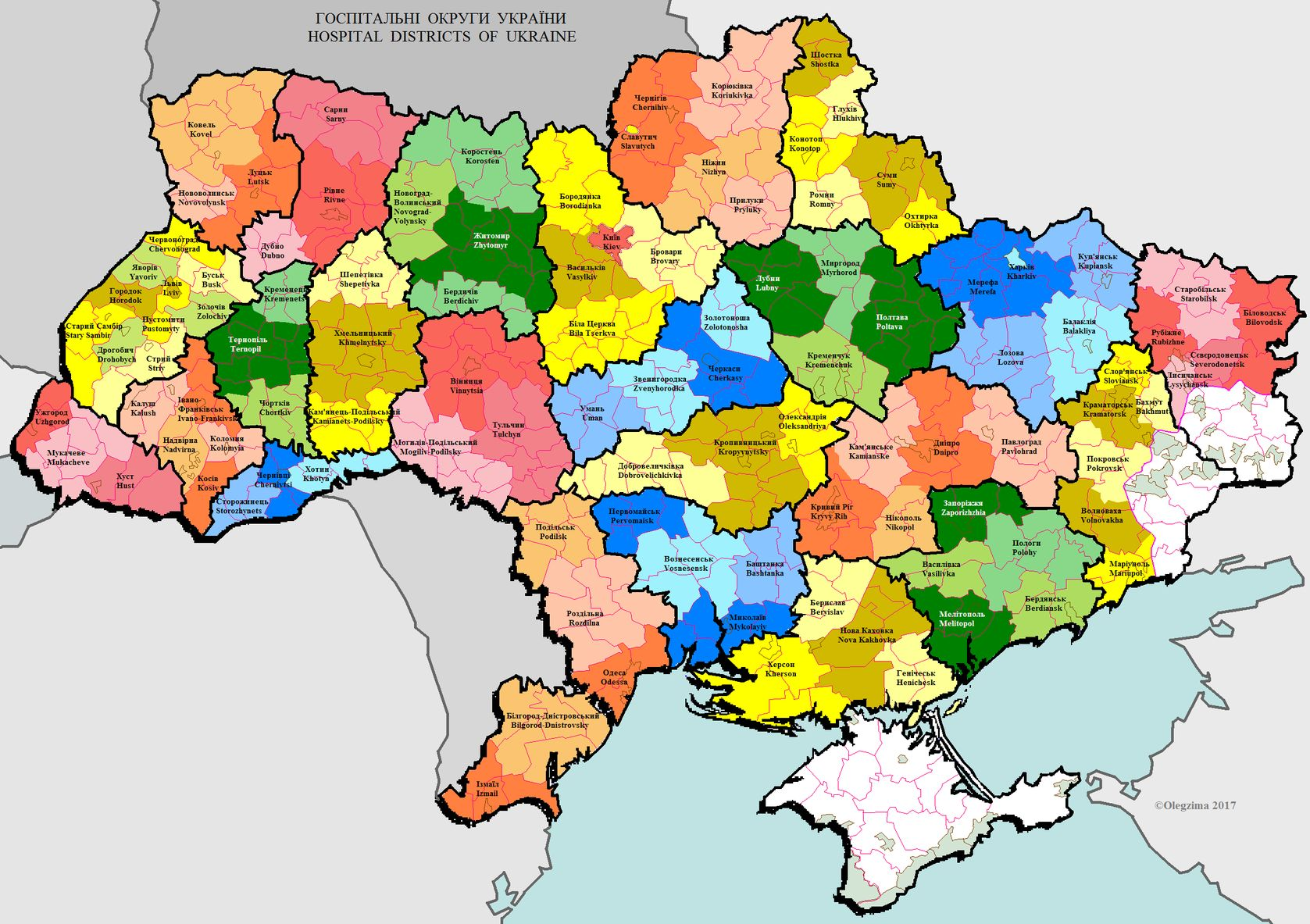
Госпітальні округи України

Тернопільський госпітальний округ — госпітальний округ у Тернопільській області.
Усі заклади охорони здоров'я, що забезпечують надання вторинної (спеціалізованої) медичної допомоги населенню (далі — заклади), розміщені на території:
- м. Тернополя
- Тернопільського району
- Підволочиського району
- Теребовлянського району (крім Золотниківської сільської територіальної громади, Великоговилівської сільської ради)
- Збаразького району (крім Вишнівецької селищної територіальної громади, Бутинської, Старовишнівецької, Великовікнинської, Великокунинецької, Дзвинячанської, Залісецької, Коханівської, Лозівської, Раковецької сільських рад)
- Гусятинського району (Гримайлівська селищна територіальна громада, Вікнянська, Глібівська, Зеленівська, Калагарівська, Красненська, Малобірківська, Малолуцька, Пізнанська, Раштовецька, Саджівецька, Товстенська сільські ради)
- Зборівського району (Куровецька, Малашовецька, Чернихівська сільські ради)